# 犬島伸一郎
犬島 伸一郎（いぬしま しんいちろう、1940年3月26日 -  ）は、日本の経営者。北陸銀行頭取を務めた。

## 来歴・人物
富山県出身。1963年に京都大学経済学部を卒業し、同年に北陸銀行に入行した。1991年6月に取締役に就任し、1994年6月に常務、1996年6月に専務を経て、1998年6月には頭取に就任。2002年6月に特別顧問に就任し、2004年6月には特別参与に就任。